# Zumba

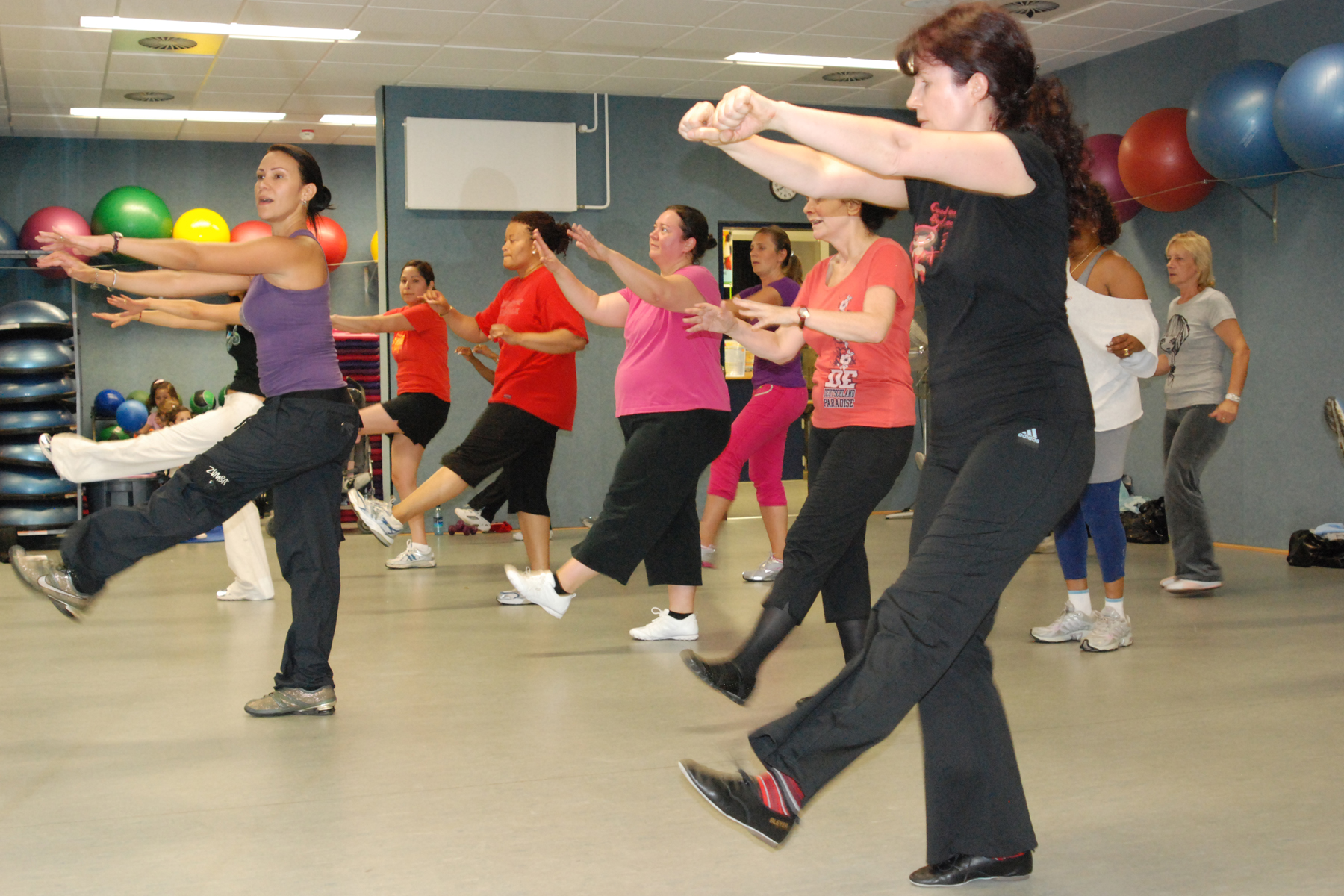
Hodina zumby ve fitness centru americké armády ve Stuttgartu

Zumba je taneční fitness program, který vytvořil kolumbijský fitness trenér a choreograf Alberto „Beto“ Perez. Zumba představuje aerobní trénink – jedná se o formu intervalového tréninku, využívá se pojmenování (intermittent training) – „přerušovaný trénink“. Střídají se pomalé a rychlé skladby. Tepová frekvence se po dobu tréninku udržuje v aerobní zóně, zvyšuje se a klesá s měnící se skladbou.

## Historie
Zakladatelem zumby je kolumbijský fitness trenér a choreograf Alberto „Beto“ Perez. Na zumbu vlastně přišel úplně náhodou v devadesátých letech. Jednoho dne dorazil na svou hodinu aerobiku, ale zjistil, že si zapomněl kazetu s hudbou. Proto použil tu, kterou poslouchal cestou na trénink a improvizoval. Klientům se to líbilo tak, že si o tuto hodinu pak říkali sami.
Alberto Perez založil později s přesunem do USA z Kolumbie organizaci Zumba Fitness LLC, která zaštiťuje zumbu celosvětově. Ochrannou známku „Zumba“ vlastní společnost Zumba Fitness LLC.

## Průběh lekce
Lekce zumby většinou trvá zpravidla 60 minut, začíná warm-upem, který čerpá a používá podobné prvky jako aerobik. V této části instruktor připraví cvičence nejen po fyzické, ale i po psychické stránce na další část hodiny. Po rozehřátí následuje taneční párty, plná latinskoamerických rytmů, kde hraje hlavní roli hudba. Používá se převážně latinskoamerická hudba (salsa, merengue, reggaeton, calypso, cumbie, cha-cha, quebradita, mambo, jive ad.) dále se setkáváme i s prvky z orientálních i afrických tanců, s flamencem, řeckou zorbou ad.
Hudba je velmi hlasitá, jako na párty. Instruktor používá po vzoru zakladatele zumby Beta Pereze neverbální cueing, mikroport se v Zumbě nevyužívá. Účastníci lekce se řídí změnami hudby v konkrétní skladbě.
Každý tanec má základní kroky a proto i zumba má standardizované kroky. Tyto kroky jsou součástí lekce i v obdobě variací, aerobikové prvky do střední části lekce zumby nepatří. Latinskoamerická hudba představuje 80 % z hodiny, zbytek může představovat moderní hudba, třeba i hip hop atd. Na zemi se nikdy necvičí, vše včetně protažení probíhá ve stoje. Lekce končí pomalou skladbou, kdy je proveden cool down (snížení tepové frekvence) a důležitý strečing.